# アシロイン

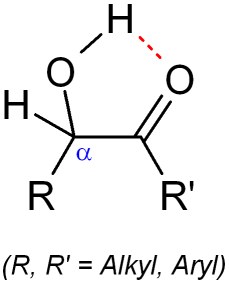
アシロインの一般構造式。赤破線は分子内水素結合。

アシロイン (acyloin) はα-ヒドロキシケトン RC(=O)CH(OH)R' の慣用名で、特に狭義には R=R' の化合物を指す。
R=R'の化合物については、RC(=O)に対応する置換基の慣用名の語尾から-ylを除いて代わりに-oinを付加した慣用名が用いられる。
例えば3-ヒドロキシ-2-ブタノン (R=CH3) はアセトインと呼ばれる。
ケトースはアシロインの部分構造を持つ。

## 反応性
ヒドロキシ基によりα位が活性化されているため、酸性度が高くエノール化しやすい。
エノール体であるエンジオールを通じてヒドロキシ基とカルボニル基が入れ替わる互変異性を示す。
また単純なアシロインは分子間で縮合して二量体である 2,5,7-トリオキサビシクロ[2.2.1]ヘプタン骨格を持つ化合物に変化しやすい。
特に酸性下ではこの反応は速い。

## 合成
対称アシロインの代表的な合成法としてはアシロイン縮合が知られている。
また、芳香族対称アシロインの合成法としてはベンゾイン縮合が知られている。
ベンゾイン縮合の変法であるステッター反応は脂肪族アシロインにも適用できる。
非対称アシロインの合成法にはアルデヒドをシアノヒドリン等のアシルアニオン等価体に誘導して（極性反転）アルデヒドに求核付加させる方法、
ケトンをエノラートやその等価体に変換した後、酸化してα位にヒドロキシ基を導入する方法などがある。